# فلاح في الكونجرس (فلم)
فلاح في الكونجرس  فيلم مصري من إنتاج عام 2002.

## قصة الفيلم
تدور أحداث الفيلم في إطار كوميدي؛ حيث فلاح بسيط يعيش مع زوجته في القرية، يضطهده العمدة، تواجههما ظروف صعبة، يضطر لترك القرية، والتوجه إلى المدينة يحثا عن ظروف اجتماعية أفضل، يمارس التسول، يتعرف الفلاح على رجل نصاب يدعى المناخيلي الذي ينصحه بالوقوف على عربة كبده. ويبدأ مشوار النصب والاحتيال ويعمل شركة لتشغيل الشباب حديثي التخرج، يكون ثروة، يتعرف على وجدى عضو الكونجرس السابق الذي يفتح أمامه أبواب الهجرة إلى أمريكا، يحلم الفلاح بالذهاب إلى أمريكا، ومشاهدة الكونجرس، تشجعه زوجته، لكن وجدى يستولى على أموالهم ويهرب، مما يدفع الفلاح إلى السفر وراءه لمطاردته واستعادة أمواله التي سرقها.

## بطولة
- شعبان عبد الرحيم
- عبير صبري
- علاء مرسي
- نشوى مصطفى
- حسن كامي
- يوسف داود
- غريب محمود
- خالد سرحان
- سيد مصطفى
- ناصر شاهين
- رضا إدريس
- إيناس عز الدين
- جمال حجازي
- عماد المصري
- سيد مصطفى

## فريق العمل
- إخراج: فهمي الشرقاوي
- قصة: شريف عبد العظيم
- سيناريو وحوار: حمدي يوسف
- إنتاج: شريف عبد العظيم
- توزيع: الشركة العربية للإنتاج والتوزيع السينمائي
- مونتاج: مها رشدي
- موسيقى: إيمان صلاح الدين
- مدير التصوير: سامي المغربي

## وصلات خارجية
- مقالات تستعمل روابط فنية بلا صلة مع ويكي بيانات
- صفحة الفيلم في قاعدة بيانات الأفلام العربية